# دیوید باتن
دیوید باتن (انگلیسی: David Button؛ زادهٔ ۲۷ فوریهٔ ۱۹۸۹) بازیکن فوتبال اهل بریتانیا است.
از باشگاه‌هایی که در آن بازی کرده‌است می‌توان به باشگاه فوتبال کرو آلکساندرا، باشگاه فوتبال روچدیل، باشگاه فوتبال لوتون تاون، باشگاه فوتبال پلیموث آرگیل، باشگاه فوتبال فولام، باشگاه فوتبال شروزبری تاون، باشگاه فوتبال گرایس اتلتیک، باشگاه فوتبال ای‌اف‌سی بورنموث، باشگاه فوتبال چارلتون اتلتیک، باشگاه فوتبال لیتون اورینت، باشگاه فوتبال داگنم و ردبریج، باشگاه فوتبال برنتفورد، باشگاه فوتبال تاتنهام هاتسپر، باشگاه فوتبال بارنزلی، و باشگاه فوتبال دونکستر راورز اشاره کرد.
وی همچنین در تیم‌های ملی فوتبال England national under-16 football team، زیر ۱۷ سال انگلستان، زیر ۱۹ سال انگلستان، و زیر ۲۰ سال انگلستان بازی کرده‌است.